# Baga del Solà
La Baga del Solà, és una obaga del terme municipal de Monistrol de Calders, al Moianès.

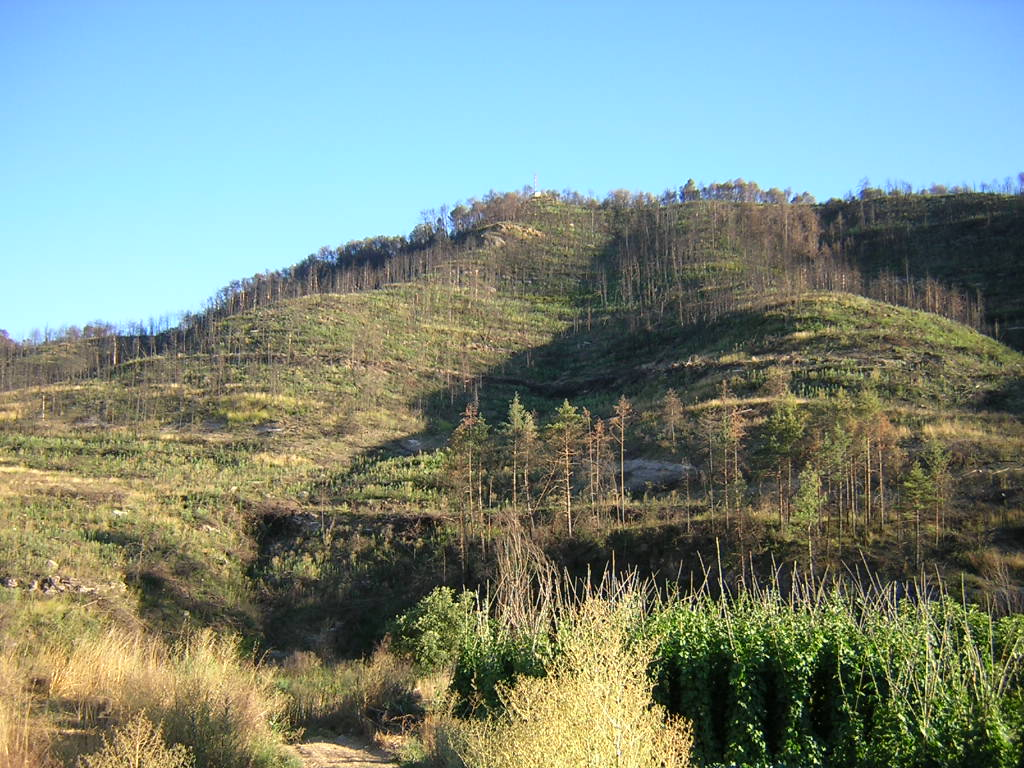
Torrent divisori entre la Baga de Saladic, a l'esquerra, i la Baga del Solà, a la dreta

És a l'est del nucli de Monistrol de Calders, a l'esquerra de la riera de Sant Joan i a migdia de la masia de Saladic, a una altitud mitjana de 500 m. És tot el vessant nord del Serrat de les Serveres, o del Repetidor. La seva continuïtat cap al sud-est la forma la Baga de Saladic. El seu extrem occidental entra en la Urbanització Masia del Solà.